# Хирон
Хиро́н (др.-греч. Χείρων, Хейрон; возможно, от χείρ «рука») в древнегреческой и фессалийской мифологиях — кентавр, сын Кроноса и Филиры, изначально наделённый бессмертием. Гесиоду приписывалась поэма «Наставления Хирона». Его женой была Харикло, а дочерью — Гиппа.
В отличие от большинства остальных кентавров, славившихся буйством, склонностью к пьянству и враждебностью к людям, Хирон был мудрым и добрым. Он жил на горе Пелион. Был учеником Аполлона и Артемиды. В свою очередь учил очень многих героев — Ясона (для путешествия которого изготовил первый небесный глобус), а также Диоскуров, Ахилла (считавшегося его потомком), которого он кормил львиным мясом, возможно, Орфея и других. Обучал медицинскому искусству Асклепия и Патрокла, а охотничьему — Актеона. Участник индийского похода Диониса. Подарил Пелею копье из ясеня.
Был другом Геракла. Охваченный любовью, к нему пришёл Геракл и жил в пещере. Хирон был смертельно ранен отравленной стрелой, случайно пущенной Гераклом. Либо Геракл невзначай сразил его выстрелом из лука, ранив его в колено, либо его ногу задела выроненная им стрела Геракла. По некоторым авторам, он поселился у Малеи, где погиб от стрелы Геракла. Малея — это либо мыс в Лаконике, либо город в Фессалии.
Испытывая страшные мучения, отказался от своего бессмертия, передав его Прометею.
Помещён на небе в виде созвездия Кентавра или Стрельца.
Упоминается в трагедии И. В. Гёте «Фауст», где описан как
«…великий человек,
Взрастивший целый род героев
Достоинством своих устоев,
Круг аргонавтов, с прочей всей
Семьей больших богатырей».